# Fussball Club Wil 1900 2019-2020
Questa voce raccoglie le informazioni riguardanti il Fussball Club Wil 1900 nelle competizioni ufficiali della stagione 2019-2020.

## Stagione
Nella stagione 2019-2020 il Wil, allenato da Ciriaco Sforza, concluse il campionato di Challenge League al 6º posto. In Coppa Svizzera il Wil fu eliminato al secondo turno dal Zurigo.

## Rosa
| N. |                     | Ruolo | Calciatore                |
| -- | ------------------- | ----- | ------------------------- |
| 1  | Svizzera (bandiera) | P     | Živko Kostadinović        |
| 3  | Grecia (bandiera)   | D     | Konstantinos Dimitriou    |
| 4  | Svizzera (bandiera) | D     | Lars Traber               |
| 5  | Svizzera (bandiera) | D     | Lindrit Kamberi           |
| 6  | Svizzera (bandiera) | D     | Joël Schmied              |
| 7  | Serbia (bandiera)   | A     | Radivoj Bosić             |
| 8  | Kosovo (bandiera)   | C     | Mërgim Brahimi            |
| 9  | Svizzera (bandiera) | A     | Julian von Moos           |
| 10 | Svizzera (bandiera) | C     | Kwadwo Duah               |
| 11 | Brasile (bandiera)  | A     | Sílvio Carlos de Oliveira |
| 14 | Svizzera (bandiera) | D     | Silvano Schäppi           |
| 18 | Austria (bandiera)  | A     | Alessandro Paunescu       |
| 19 | Svizzera (bandiera) | D     | Jan Wörnhard              |

| N. |                         | Ruolo | Calciatore        |
| -- | ----------------------- | ----- | ----------------- |
| 20 | Albania (bandiera)      | C     | Kastrijot Ndau    |
| 21 | Kosovo (bandiera)       | C     | Eris Abedini      |
| 22 | Svizzera (bandiera)     | C     | Valon Fazliu      |
| 22 | Svizzera (bandiera)     | C     | Argtim Ismaili    |
| 23 | Svizzera (bandiera)     | C     | Fabian Rohner     |
| 27 | Svizzera (bandiera)     | C     | Philipp Muntwiler |
| 31 | Svizzera (bandiera)     | D     | Dominik Schmid    |
| 32 | Svizzera (bandiera)     | C     | Bledian Krasniqi  |
| 42 | Svizzera (bandiera)     | P     | Yuri Klein        |
| 43 | RD del Congo (bandiera) | P     | Anthony Mossi     |
| 47 | Svizzera (bandiera)     | C     | Mattia Celant     |
| 72 | Italia (bandiera)       | D     | Andrea Padula     |

## Organigramma societario
Area tecnica
- Allenatore: Ciriaco Sforza
- Allenatore in seconda: Daniel Hasler
- Preparatore dei portieri:
- Preparatori atletici:

## Calciomercato

### Sessione estiva
| Acquisti | Acquisti          | Acquisti        | Acquisti |
| R.       | Nome              | da              | Modalità |
| -------- | ----------------- | --------------- | -------- |
| C        | Fabian Rohner     | Zurigo          |          |
| D        | Lindrit Kamberi   | Zurigo          |          |
| C        | Eris Abedini      | Lugano          |          |
| A        | Radivoj Bosić     | Partizan        |          |
| C        | Mattia Celant     | Basilea II      |          |
| C        | Kwadwo Duah       | Servette        |          |
| C        | Valon Fazliu      | Lugano          |          |
| C        | Argtim Ismaili    | Wil U19         |          |
| P        | Yuri Klein        | San Gallo U18   |          |
| C        | Bledian Krasniqi  | Zurigo          |          |
| C        | Philipp Muntwiler | Vaduz           |          |
| C        | Kastrijot Ndau    | Zurigo II       |          |
| D        | Joël Schmied      | Rapperswil-Jona |          |
| A        | Filip Stojilković | Hoffenheim II   |          |
| P        | Gianluca Tolino   | San Gallo       |          |
| D        | Lars Traber       | San Gallo II    |          |
| D        | Jan Wörnhard      | San Gallo II    |          |

| Cessioni | Cessioni          | Cessioni        | Cessioni |
| R.       | Nome              | a               | Modalità |
| -------- | ----------------- | --------------- | -------- |
| A        | Ivan Audino       | Bellinzona      |          |
| D        | Kenzo Schällibaum | Brühl           |          |
| A        | Sergio Cortelezzi | Bellinzona      |          |
| D        | Nicolas Herter    | Rapperswil-Jona |          |
| A        | Rrezart Hoxha     | Kriens          |          |
| P        | Gion Chande       | Vaduz           |          |
| P        | Luka Đorđević     | Sciaffusa       |          |
| D        | Cédric Gasser     | Vaduz           |          |
| D        | Michael Gonçalves | Servette        |          |
| D        | Eric Gülünay      | Brühl           |          |
| D        | Nikki Havenaar    | Thun            |          |
| D        | Nias Hefti        | Thun            |          |
| D        | Kolja Herrmann    | Friburgo II     |          |
| A        | Andelko Savic     | Bavois          |          |

### Sessione invernale
| Acquisti | Acquisti               | Acquisti | Acquisti |
| R.       | Nome                   | da       | Modalità |
| -------- | ---------------------- | -------- | -------- |
| A        | Julian von Moos        | Basilea  |          |
| D        | Andrea Padula          | Chiasso  |          |
| D        | Konstantinos Dimitriou | Basilea  |          |

| Cessioni | Cessioni          | Cessioni        | Cessioni |
| R.       | Nome              | a               | Modalità |
| -------- | ----------------- | --------------- | -------- |
| P        | Gianluca Tolino   | Brühl           |          |
| C        | Ajet Sejdija      | Brühl           |          |
| D        | Ismajl Beka       | Rapperswil-Jona |          |
| A        | Filip Stojilković | Sion            |          |
| D        | Fuad Rahimi       | Vaduz           |          |

## Risultati

### Challenge League

#### Prima fase, girone di andata
| Arbitro: | Schärli |

|  |           |          |
|  | Marcatori | 62’ Duah |

| Arbitro: | Piccolo |

|  |           |          |
|  | Marcatori | 4’ Alves |

| Arbitro: | Horisberger |

|                                    |           |                                      |
| Sessolo 33’ (rig.), 39’ Müller 49’ | Marcatori | 37’ Stojilković 53’ Brahimi 70’ Duah |

| Arbitro: | Schärli |

|                             |           |  |
| Stojilković 12’ Abedini 90’ | Marcatori |  |

| Arbitro: | von Mandach |

|                            |           |  |
| Stojilković 53’ Celant 90’ | Marcatori |  |

| Arbitro: | Klossner |

|             |           |  |
| Rossini 24’ | Marcatori |  |

| Arbitro: | Schärli |

|  |           |                            |
|  | Marcatori | 22’, 69’ Silvio 60’ Rohner |

| Arbitro: | Wolfensberger |

|                                                            |           |              |
| Stojilković 15’ Fazliu 25’ (rig.) Schmied 46’ Krasniqi 73’ | Marcatori | 55’ Schwizer |

| Arbitro: | Horisberger |

|                     |           |                          |
| Fazliu 51’ Duah 62’ | Marcatori | 17’ Schneuwly 37’ Turkeš |

#### Prima fase, girone di ritorno
| Arbitro: | San |

|                                  |           |  |
| Pusic 4’ Subotić 14’ Morandi 28’ | Marcatori |  |

| Arbitro: | Kanagasingam |

|  |           |                           |
|  | Marcatori | 18’, 26’, 73’ Stojilković |

| Arbitro: | Jaccottet |

|                                 |           |  |
| Brahimi 30’ Duah 74’ Silvio 84’ | Marcatori |  |

| Arbitro: | Hänni |

|                                        |           |                        |
| Dorn 32’ Simani 79’, 83’ Coulibaly 87’ | Marcatori | 21’ Schmied 72’ Fazliu |

| Arbitro: | von Mandach |

|            |           |                                                 |
| Schmied 8’ | Marcatori | 20’, 79’ Pollero 76’ (aut.) Kamberi 90’ Marzouk |

| Arbitro: | Schnyder |

|                                                      |           |  |
| Zeqiri 32’ Flo 39’ Turkeš 50’ Monteiro 80’ Koura 90’ | Marcatori |  |

| Arbitro: | Fähndrich |

|            |           |              |
| Fazliu 83’ | Marcatori | 14’ Del Toro |

| Arbitro: | Gianforte |

|                           |           |            |
| Siegrist 24’ Abubakar 33’ | Marcatori | 75’ Fazliu |

| Arbitro: | Marri |

|                                                 |           |  |
| Duah 14’ Stojilković 21’ Brahimi 39’ Fazliu 82’ | Marcatori |  |

#### Seconda fase, girone di andata
| Arbitro: | Dudic |

|                      |           |           |
| Çiçek 54’ Simani 75’ | Marcatori | 7’ Fazliu |

| Arbitro: | Turkeš |

|            |           |                         |
| Padula 58’ | Marcatori | 41’ Lahiouel 60’ Ndongo |

| Arbitro: | Horisberger |

|                                  |           |  |
| Siegrist 4’ (rig.) Dzonlagic 45’ | Marcatori |  |

| Wil 15 febbraio 2020, ore 17:30 CET 22ª giornata | Wil     | 0 – 0 referto | Sciaffusa | Stadion Bergholz (910 spett.)\| Arbitro: \| Cibelli \| |
| Arbitro:                                         | Cibelli |               |           |                                                        |

| Arbitro: | Dudic |

|                       |           |  |
| Bahloul 15’ Čyžas 45’ | Marcatori |  |

| Arbitro: | Dudic |

|               |           |              |
| Muntwiler 89’ | Marcatori | 32’ Oliveira |

| Arbitro: | Staubli |

|                                               |           |            |
| Alounga 40’ Rrudhani 55’ Jäckle 57’ Lujic 67’ | Marcatori | 19’ Padula |

| Arbitro: | Wolfensberger |

|                              |           |            |
| Fazliu 14’, 24’ Paunescu 87’ | Marcatori | 86’ Hamdiu |

| Arbitro: | Huwiler |

|                                       |           |              |
| Buff 39’, 70’ Gjorgjev 90’ Chagas 90’ | Marcatori | 28’ von Moos |

#### Seconda fase, girone di ritorno
| Arbitro: | Turkeš |

|                                 |           |  |
| von Moos 48’ Berisha 79’ (aut.) | Marcatori |  |

| Arbitro: | Kanagasingam |

|                           |           |                       |
| Müller 5’ Vukasinovic 10’ | Marcatori | 3’, 22’ Duah 8’ Bosić |

| Arbitro: | Gianforte |

|                                  |           |                 |
| Padula 38’ Duah 55’ von Moos 86’ | Marcatori | 65’, 67’ Chagas |

| Arbitro: | Huwiler |

|              |           |                         |
| Lahiouel 63’ | Marcatori | 44’ Padula 47’ von Moos |

| Arbitro: | Staubli |

|            |           |                          |
| Fazliu 36’ | Marcatori | 85’ Rahimi 90’ Coulibaly |

| Arbitro: | Wolfensberger |

|                     |           |                       |
| Buess 36’ Pepsi 50’ | Marcatori | 31’ von Moos 34’ Duah |

| Arbitro: | Cibelli |

|                            |           |               |
| von Moos 21’, 84’ Duah 54’ | Marcatori | 58’ Schneuwly |

| Arbitro: | Staubli |

|            |           |             |
| Fazliu 29’ | Marcatori | 45’ Antunes |

| Arbitro: | Cibelli |

|                                                    |           |                          |
| Zeqiri 24’, 68’ Turkeš 31’ Schneuwly 40’ Ndoye 62’ | Marcatori | 19’, 33’ Duah 55’ Fazliu |

### Coppa Svizzera
| Arbitro: | Turkeš |

|          |           |                                     |
| Gashi 4’ | Marcatori | 46’ Krasniqi 54’, 69’ (rig.) Silvio |

| Arbitro: | Jaccottet |

|            |           |                            |
| Fazliu 16’ | Marcatori | 36’ Schönbächler 52’ Jagne |

## Statistiche

### Statistiche di squadra
| Competizione     | Punti | In casa | In casa | In casa | In casa | In casa | In casa | In trasferta | In trasferta | In trasferta | In trasferta | In trasferta | In trasferta | Totale | Totale | Totale | Totale | Totale | Totale | DR |
| Competizione     | Punti | G       | V       | N       | P       | Gf      | Gs      | G            | V            | N            | P            | Gf           | Gs           | G      | V      | N      | P      | Gf     | Gs     | DR |
| ---------------- | ----- | ------- | ------- | ------- | ------- | ------- | ------- | ------------ | ------------ | ------------ | ------------ | ------------ | ------------ | ------ | ------ | ------ | ------ | ------ | ------ | -- |
| Challenge League | 49    | 18      | 9       | 5       | 4       | 34      | 19      | 18           | 5            | 2            | 11           | 26           | 42           | 36     | 14     | 7      | 15     | 60     | 61     | -1 |
| Coppa Svizzera   | -     | 1       | 0       | 0       | 1       | 1       | 2       | 1            | 1            | 0            | 0            | 3            | 1            | 2      | 1      | 0      | 1      | 4      | 3      | +1 |
| Totale           | 49    | 19      | 9       | 5       | 5       | 35      | 21      | 19           | 6            | 2            | 11           | 29           | 43           | 38     | 15     | 7      | 16     | 64     | 64     | 0  |

### Andamento in campionato
| Giornata  | 1 | 2 | 3 | 4 | 5 | 6 | 7 | 8 | 9 | 10 | 11 | 12 | 13 | 14 | 15 | 16 | 17 | 18 | 19 | 20 | 21 | 22 | 23 | 24 | 25 | 26 | 27 | 28 | 29 | 30 | 31 | 32 | 33 | 34 | 35 | 36 |
| --------- | - | - | - | - | - | - | - | - | - | -- | -- | -- | -- | -- | -- | -- | -- | -- | -- | -- | -- | -- | -- | -- | -- | -- | -- | -- | -- | -- | -- | -- | -- | -- | -- | -- |
| Luogo     | T | C | T | C | C | T | T | C | C | T  | T  | C  | T  | C  | T  | C  | T  | C  | T  | C  | T  | C  | T  | C  | T  | C  | T  | C  | T  | C  | T  | C  | T  | C  | C  | T  |
| Risultato | V | P | N | V | V | P | V | V | N | P  | V  | V  | P  | P  | P  | N  | P  | V  | P  | P  | P  | N  | P  | N  | P  | V  | P  | V  | V  | V  | V  | P  | N  | V  | N  | P  |
| Posizione | 2 | 6 | 6 | 3 | 2 | 3 | 3 | 2 | 2 | 3  | 3  | 2  | 3  | 3  | 3  | 3  | 5  | 4  | 5  | 6  | 6  | 6  | 6  | 7  | 7  | 6  | 7  | 6  | 5  | 5  | 5  | 6  | 6  | 6  | 6  | 6  |

Legenda:

Luogo: C = Casa; T = Trasferta. Risultato: V = Vittoria; N = Pareggio; P = Sconfitta.

### Statistiche dei giocatori
| Giocatore            | Challenge League | Challenge League | Challenge League | Challenge League | Coppa Svizzera | Coppa Svizzera | Coppa Svizzera | Coppa Svizzera | Totale   | Totale | Totale      | Totale     |
| Giocatore            | Presenze         | Reti             | Ammonizioni      | Espulsioni       | Presenze       | Reti           | Ammonizioni    | Espulsioni     | Presenze | Reti   | Ammonizioni | Espulsioni |
| -------------------- | ---------------- | ---------------- | ---------------- | ---------------- | -------------- | -------------- | -------------- | -------------- | -------- | ------ | ----------- | ---------- |
| E. Abedini           | 35               | 1                | 6                | 0                | 2              | 0              | 0              | 0              | 37       | 1      | 6           | 0          |
| K. Abubakar          | 0                | 0                | 0                | 0                | 0              | 0              | 0              | 0              | 0        | 0      | 0           | 0          |
| S. Ballet            | 0                | 0                | 0                | 0                | 0              | 0              | 0              | 0              | 0        | 0      | 0           | 0          |
| R. Bosić             | 19               | 1                | 0                | 0                | 1              | 0              | 0              | 0              | 20       | 1      | 0           | 0          |
| M. Brahimi           | 21               | 3                | 6                | 0                | 2              | 0              | 0              | 0              | 23       | 3      | 6           | 0          |
| M. Celant            | 9                | 1                | 2                | 0                | 0              | 0              | 0              | 0              | 9        | 1      | 2           | 0          |
| A. Coric             | 0                | 0                | 0                | 0                | 0              | 0              | 0              | 0              | 0        | 0      | 0           | 0          |
| K. Dimitriou         | 2                | 0                | 0                | 0                | 0              | 0              | 0              | 0              | 2        | 0      | 0           | 0          |
| K. Duah              | 33               | 12               | 1                | 1                | 2              | 0              | 0              | 0              | 35       | 12     | 1           | 1          |
| V. Fazliu            | 26               | 12               | 4                | 0                | 1              | 1              | 0              | 0              | 27       | 13     | 4           | 0          |
| A. Ismaili           | 11               | 0                | 1                | 0                | 0              | 0              | 0              | 0              | 11       | 0      | 1           | 0          |
| S. Izmirlioglu       | 0                | 0                | 0                | 0                | 0              | 0              | 0              | 0              | 0        | 0      | 0           | 0          |
| N. Jones             | 0                | 0                | 0                | 0                | 0              | 0              | 0              | 0              | 0        | 0      | 0           | 0          |
| L. Kamberi           | 33               | 0                | 4                | 0                | 2              | 0              | 1              | 0              | 35       | 0      | 5           | 0          |
| Y. Klein             | 2                | 0                | 0                | 0                | 0              | 0              | 0              | 0              | 2        | 0      | 0           | 0          |
| Ž. Kostadinović      | 25               | 0                | 2                | 1                | 2              | 0              | 0              | 0              | 27       | 0      | 2           | 1          |
| B. Krasniqi          | 32               | 1                | 3                | 0                | 2              | 1              | 0              | 0              | 34       | 2      | 3           | 0          |
| J. Kronig            | 0                | 0                | 0                | 0                | 0              | 0              | 0              | 0              | 0        | 0      | 0           | 0          |
| P. Köhn              | 0                | 0                | 0                | 0                | 0              | 0              | 0              | 0              | 0        | 0      | 0           | 0          |
| O. Mayer             | 3                | 0                | 0                | 0                | 0              | 0              | 0              | 0              | 3        | 0      | 0           | 0          |
| M. Mettler           | 0                | 0                | 0                | 0                | 0              | 0              | 0              | 0              | 0        | 0      | 0           | 0          |
| A. Mossi             | 9                | 0                | 0                | 0                | 0              | 0              | 0              | 0              | 9        | 0      | 0           | 0          |
| P. Muntwiler         | 29               | 1                | 11               | 0                | 2              | 0              | 2              | 0              | 31       | 1      | 13          | 0          |
| L. Mätzler           | 0                | 0                | 0                | 0                | 0              | 0              | 0              | 0              | 0        | 0      | 0           | 0          |
| K. Ndau              | 26               | 0                | 5                | 0                | 1              | 0              | 0              | 0              | 27       | 0      | 5           | 0          |
| A. Padula            | 18               | 4                | 2                | 0                | 0              | 0              | 0              | 0              | 18       | 4      | 2           | 0          |
| A. Paunescu          | 9                | 1                | 0                | 0                | 0              | 0              | 0              | 0              | 9        | 1      | 0           | 0          |
| F. Rahimi            | 5                | 0                | 0                | 0                | 0              | 0              | 0              | 0              | 5        | 0      | 0           | 0          |
| F. Rohner            | 27               | 1                | 9                | 0                | 2              | 0              | 1              | 0              | 29       | 1      | 10          | 0          |
| D. Salzer            | 0                | 0                | 0                | 0                | 0              | 0              | 0              | 0              | 0        | 0      | 0           | 0          |
| I. Sauter            | 0                | 0                | 0                | 0                | 0              | 0              | 0              | 0              | 0        | 0      | 0           | 0          |
| D. Schmid            | 21               | 0                | 1                | 1                | 2              | 0              | 0              | 0              | 23       | 0      | 1           | 1          |
| J. Schmied           | 36               | 3                | 1                | 0                | 2              | 0              | 0              | 0              | 38       | 3      | 1           | 0          |
| S. Schäppi           | 12               | 0                | 1                | 0                | 0              | 0              | 0              | 0              | 12       | 0      | 1           | 0          |
| A. Sejdija           | 0                | 0                | 0                | 0                | 0              | 0              | 0              | 0              | 0        | 0      | 0           | 0          |
| C. Silvio            | 29               | 3                | 4                | 0                | 2              | 2              | 0              | 0              | 31       | 5      | 4           | 0          |
| F. Stojilković       | 18               | 8                | 2                | 0                | 2              | 0              | 0              | 0              | 20       | 8      | 2           | 0          |
| M. Talabidi          | 0                | 0                | 0                | 0                | 0              | 0              | 0              | 0              | 0        | 0      | 0           | 0          |
| G. Tolino            | 0                | 0                | 0                | 0                | 0              | 0              | 0              | 0              | 0        | 0      | 0           | 0          |
| L. Traber            | 9                | 0                | 2                | 0                | 0              | 0              | 0              | 0              | 9        | 0      | 2           | 0          |
| J. Wörnhard          | 1                | 0                | 0                | 0                | 0              | 0              | 0              | 0              | 1        | 0      | 0           | 0          |
| J. von Moos          | 13               | 7                | 2                | 0                | 0              | 0              | 0              | 0              | 13       | 7      | 2           | 0          |
| N. von Niederhäusern | 16               | 0                | 2                | 0                | 1              | 0              | 0              | 0              | 17       | 0      | 2           | 0          |
| I. Šarčević          | 0                | 0                | 0                | 0                | 0              | 0              | 0              | 0              | 0        | 0      | 0           | 0          |